# ポルシェ・カイエン
カイエン（Cayenne）は、ドイツの自動車メーカーポルシェが製造・販売する高級SUV。

## 概要
ポルシェ初のSUV、5ドア車としてデビューした。ただしポルシェはあくまで「新しいかたちのスポーツカー」としている。
SUV分野への参入を考えていたポルシェと、レンジローバーに代表される高級SUV分野へ本格参入したかったフォルクスワーゲン（VW）の思惑が合致し、両社で開発費用を分担し共同開発された戦略車である。フォルクスワーゲン・トゥアレグとは共通のFRベースのプラットフォームで開発され、初代、2代目ではベースグレードを中心にエンジン、足回り、駆動系など多くの共通部品が使われている。十分なオフロード走破性を確保しながら、ポルシェらしいスポーティなハンドリング、走行性能、外観を持つ。

## 歴史

### 初代（2002年-2010年）955/957型
2002年発表。型式は初期型が955型、2006年12月以降の改良型が957型となる。
カイエンS
2002年9月発売。928以来となるポルシェ伝統のV型8気筒エンジンを縦置き搭載した上位機種。排気量4510cc、250kW（340PS）/6000rpm、420Nm/2500-5500rpm。このエンジンはポルシェがカイエンのために新たに開発したものである。車両重量は2410kg。0-100km/hは7.2秒。
カイエン・ターボ
2002年9月発売。カイエンSに搭載されるV8エンジンをターボチャージャーで過給し、331kW（450PS）/6000rpm、620Nm/2250-4750rpmのスペックを叩き出す最上位モデル。
この大パワーを実現するため大きな空気導入口や大型グリルを採用し、より迫力のある外観となっている。発進から100km/hまで5.6秒で加速すると公表されており、ポルシェ・911およびボクスター、シボレー・カマロV6などのスポーツカーに匹敵する性能を持っている。車両重量は2480kg。
カイエン
2003年9月発売。狭角V型6気筒エンジンを縦置き搭載するベーシックモデル。カイエンの中核をなす。排気量3189cc、184kW（250PS）/6000rpm、310Nm/2500-5500rpm。
搭載するエンジンは、VWから調達したVR6型エンジンのシリンダーブロック（ショートエンジン）に、自社開発したシリンダーヘッドを組み合わせ、ポルシェによって組み上げられたものである。よく比較される、トゥアレグ搭載の3,188cc VR6型エンジン（220PS/5,400rpm、31.1kgm/3,200rpm）は、エンジンヘッドまで含め全てVWによって開発され組み上げられたエンジンであり、両者はその成り立ちを異にする。
なお、この狭角V型6気筒エンジンは、点火順序が直列6気筒エンジンと同一のため、アイドリング時を除けば直列6気筒エンジンに近いエンジン振動の静粛性を有しており、この系統の6気筒エンジンを積むカイエンは後継モデルも含めて、吹け上がりの良いなめらかなエンジンフィールを持つ。車両重量は2335kg。0-100km/hは9.7秒。
2006年12月に、エンジンの排気量アップと直噴化、外装のフェイスリフトを中心としたマイナーチェンジを行った。
カイエン
排気量を3,598ccに拡大し、290PS/6,200rpm、39.3kgm/3,000rpmに向上。
カイエンS
排気量を4,806ccに拡大し、385PS/6,200rpm、51.0kgm/3,500rpmに向上。
カイエン・ターボ
カイエンS同様排気量を4,806ccにし、500PS/6,000rpm、71.4kgm/4,500rpmとした。
カイエンGTS
2007年9月発売。カイエンSと同様の排気量ながら出力を405PS/6,500rpm、51.0kgm/3,500rpmに向上させたモデル。ターボをベースにした専用のエクステリアが与えられる。
カイエン・ターボS
2008年8月発売。排気量は4,806ccのままで吸排気系、エンジンマネジメントを見直すことで出力を550PS/6,000rpm、76.5kgm/4,500rpmに向上した。
カイエンS・トランスシベリア
2008年9月発表。GTSと同じエンジンを搭載し同名のラリーレース仕様の内外装を纏った特別仕様車。

### 2代目（2010年-2018年）958型
2010年3月の第80回ジュネーブショーでワールドプレミア。型式は958型。
デザインは基本的にキープコンセプトだが、先代より全長を48mm延長。素材や部品などを見直し「カイエンS」同士で比べて180kgの減量を達成している。アイドリングストップ機構やエネルギー回生システムを採用することで燃費性能や環境性能の向上につなげている。全車にアクティブ4WDシステムが搭載され、カイエン以外の全車に8速ティプトロニックSを採用する。日本においては同月5日より「カイエン」「カイエンS」「カイエン ターボ」の3モデルの予約を開始した。
カイエン
220kW（300PS）/6,300rpm、400Nm/3,000rpmに向上。ガソリン直噴。車両重量は6速MT仕様で2060kg、8速ティプトロニックS仕様で2,090kg。最高速230km/h。8速ティプトロニックS仕様はオートスタート/ストップを搭載する。
カイエンS
294kW（400PS）/6,500rpm、500Nm/3,500rpmに向上。ガソリン直噴、バリオカム・プラスを搭載。8速ティプトロニックS。2,130kg。最高速258km/h。
カイエン・ターボ
368kW（500PS）/6,000rpm、700Nm/2,250-4,500rpm。8速ティプトロニックS。2,230kg。最高速278km/h。
カイエン・ディーゼル
2,967ccV6ターボ。240PS。550Nm（56.1kgm）/2,000rpm。最高速214km/h。
日本には正規輸入されていないが、ドイツ本国でのカイエンのほとんどはディーゼルである。
カイエンS・ハイブリッド
2011年発売。ポルシェ初のハイブリッドカーとして発表された。
2,994ccV6スーパーチャージャー付きエンジンにモーターを組み合わせたパラレル式フルハイブリッドシステムを採用。245kW（333PS）/5,500-6,500rpm、440Nm/3,000-5,250rpmのエンジンと47PSのモーターの組み合わせにより総出力は279kW（380PS）/5,500rpm、580Nm/1,000rpm。8速ティプトロニックS。2,270kg。60km/hまでモーターでの単体走行、パワーブーストの必要がない場面ではエンジン出力を駆動系から切り離すことも可能。セルフロック式センターディファレンシャルを備えるフルタイム4WD。回生ブレーキ、オートスタート/ストップを採用。
2014年にマイナーチェンジ。エンジンや内外装を中心に手が入れられた。
カイエン
2014年11月発売。100km走行あたりの燃料消費量は先代モデルより0.7L低減。3.6L V6エンジンを搭載。
カイエンS
2014年7月発売。従来の4.8L V8エンジンに代え、3.6L V6ツインターボ付きエンジンが搭載された。最高出力は従来比20ps増しの420ps、最大トルクは50Nm増しの550Nm。
カイエンS E-ハイブリッド
2014年7月発売。3.0L V6スーパーチャージャー付エンジンを搭載。モーターの最高出力は、先代の47ps（34kW）から95ps（70kW）に増強。総合した出力は416ps。トルク60.2kgm。
カイエンGTS
2014年11月発売。従来の4.8L V8に代えて3.6L V6ツインターボが搭載された。最高出力を従来比20ps増しの440ps、最大トルクは8.7kgm増しの61.2kgmとしながら、100km走行あたりの燃料消費量は0.9 L低減されている。
カイエン・ターボ
2014年7月発売。4.8 L V8ツインターボを搭載。最高出力は520psと先代より20ps増強。最大トルクも50Nm増えて750Nm。
カイエン・ターボS
2015年1月発売。4.8 L V8ツインターボをターボS専用にチューニング。これにより最高出力は先代を20ps上回る570ps、最大トルクは先代から50Nm増強の800Nm。0-100km/h加速4.1秒、最高速284km/h。

### 3代目（2018年- ）E3K30型

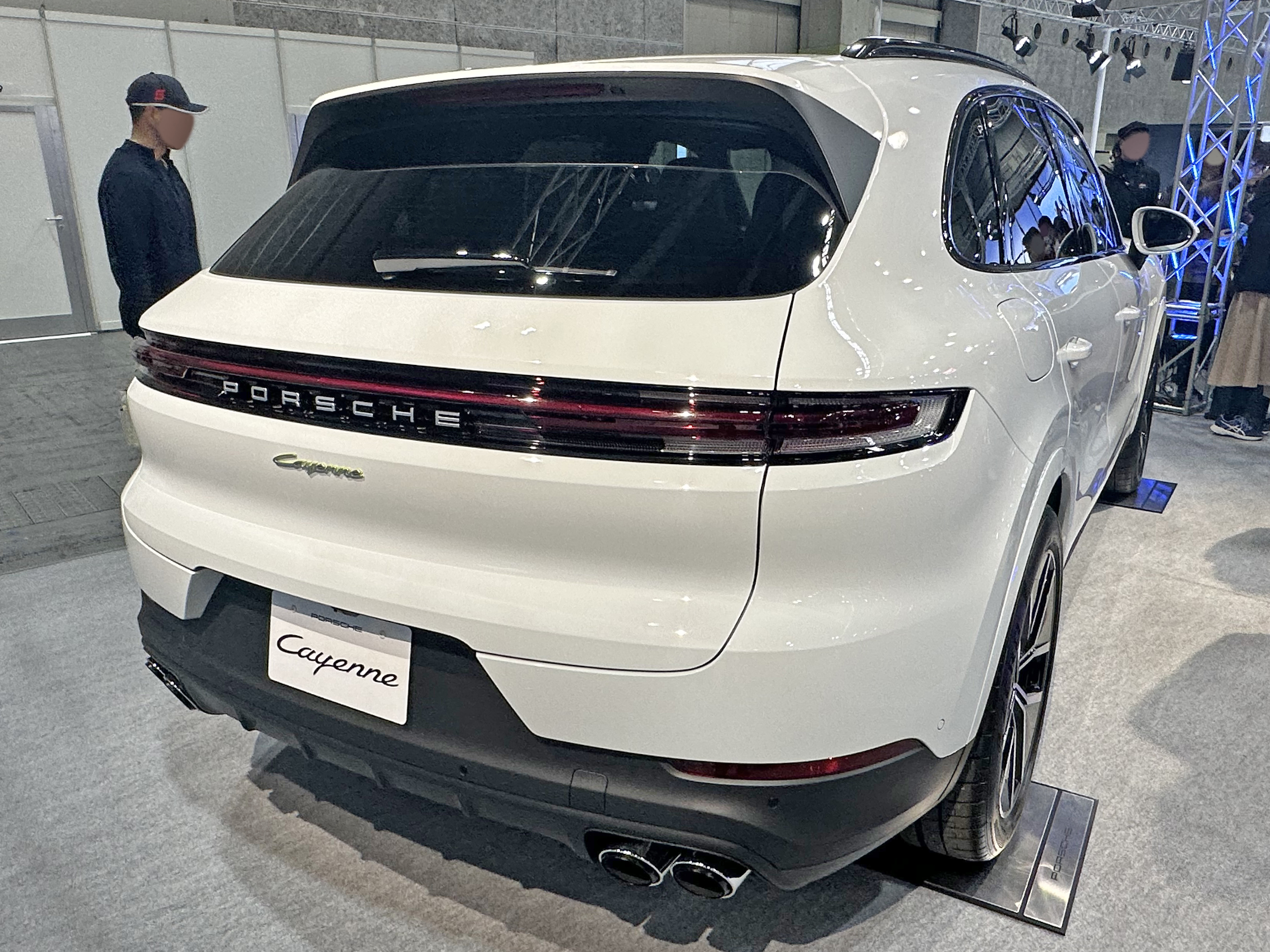
2023年改良型 カイエンS eハイブリッド リア

- 2017年8月29日、ポルシェミュージアムで3代目を発表した[3]。
- 2019年3月22日、スポーティなボディバリエーションとして「カイエンクーペ」をラインアップに追加した。
- 2019年5月7日、プラグインハイブリッドモデル（PHEV）「カイエン E ハイブリッド」を発表した。
- 2019年8月13日、「カイエン」シリーズのトップエンドとして、PHEVの「カイエン ターボS Eハイブリッド」と「カイエン ターボS Eハイブリッド クーペ」を発表した。
- 2020年6月12日、新型「カイエンGTS」と新型「カイエンGTSクーペ」の予約受注を開始。
- 2021年6月30日、新型「カイエン ターボ GT」の予約受注を開始。
- 2022年10月26日、ブレーキブースター警報装置の不具合のため、国土交通省にリコールを届出[4]。
- 2023年4月18日、内外装のフェイスリフトを中心としたマイナーチェンジを発表した。

## 車名の由来
車名の「Cayenne」は赤唐辛子の一種であるカイエンペッパーのことである。ポルシェ側によれば、「カイエン」は世界中の国々で、辛味、冒険、生きる喜び（spiciness, adventure and joie de vivre）と同義と理解されるからであるという。